# Adult Industry Medical Health Care Foundation
Adult Industry Medical Health Care Foundation, también conocida simplemente como AIM o AIM Medical, era una organización sin ánimo de lucro dedicada a realizar pruebas de detección del VIH y otras ETS a actores y actrices pornográficos de forma programada. Fundada en 1998 por la ex actriz de cine para adultos Sharon Mitchell. La empresa quebró en 2011 tras problemas con las licencias, una violación de datos y una demanda por violación de la privacidad de los pacientes.

## Historia
Desde la década de 1980, los brotes de VIH/SIDA dentro de la comunidad de actores eróticos causaron varias muertes. En respuesta a esta amenaza, la AIM fue fundada en 1998 por la ex actriz de cine pornográfico Sharon Mitchell, que había abandonado la industria en 1996 para cursar estudios de asesoramiento en salud pública y sexología.
La Fundación ayudó a establecer un sistema en Estados Unidos por el que los actores eróticos de la industria del cine para adultos se someten a pruebas de detección del sida cada 30 días. Todos los contactos sexuales ante las cámaras se registran, y un resultado positivo provoca que se contacte y se vuelva a analizar a todas las parejas sexuales de los tres a seis meses anteriores. 
La Fundación proporcionó medios seguros para compartir los resultados a través de sus servidores web, de modo que no puedan falsificarse. Antes de AIM, había programas de pruebas de ETS en comunidades de estilo de vida, como Kerista, More University y Rajnishpuram. Estos enfoques tuvieron resultados desiguales y fueron menos sistemáticos y regulares.
Las pruebas para los actores de la industria del sexo se realizaban en las oficinas de la Fundación en el Valle de San Fernando, Sherman Oaks y Granada Hills. Cada mes, unos 1 200 actores se sometían a la prueba del VIH, con resultados tan tempranos como 14 días después de la infección. Esta prueba es eficaz 10 días después de la posible infección, y en cualquier momento posterior (ADN del VIH-1, por PCR), en comparación con la prueba alternativa del VIH (ELISA del VIH), que requiere un periodo de espera de seis meses para ser eficaz. El centro también realizaba pruebas de clamidia, gonorrea y sífilis.
Fue en 2004 cuando la AIM colaboró en el cierre de la industria del cine sexual, una cuarentena que duró menos de 60 días. Un actor, Darren James, había dado positivo en las pruebas del VIH en abril y, para evitar otro brote de VIH, se inició una búsqueda urgente de sus parejas potencialmente infectadas. Al final de las rondas de pruebas se diagnosticó el virus a otras cuatro artistas, Bianca Biaggi, Jessica Dee, Lara Roxx y Miss Arroyo, incluido un caso no relacionado en Nueva York. Al parecer, James había estado en contacto con 12 mujeres desde que dio negativo en su prueba inicial del VIH en marzo, a su regreso de un rodaje en Brasil.
En 2009, el Departamento de Salud Pública de Los Ángeles y Los Angeles Times afirmaron que había 16 casos no declarados de VIH entre actores de cine para adultos. La Fundación AIM Health Care informó de que estos casos eran en realidad miembros del público en general o personas que solicitaban trabajar en la industria del cine para adultos que aún no habían trabajado realmente en películas debido a que su prueba inicial había dado positivo.
El 12 de octubre de 2010, la Fundación informó de que un actor o actriz había sido infectado por el VIH. El nombre y el sexo de la persona no se hicieron públicos. Vivid Entertainment Group y Wicked Pictures cerraron temporalmente la producción de películas porno para evitar la propagación del virus. Aunque Wicked Pictures tiene una política de preservativos obligatorios, la empresa cerró para esperar la lista de cuarentena.
A principios de 2011, la AIDS Healthcare Foundation planteó públicamente dudas sobre la situación de las licencias de las clínicas AIM, lo que provocó su cierre. Más tarde ese mismo año, la fundación reabrió bajo propiedad privada, pero duró poco.

## SxCheck
En 2006, AIM comenzó a ofrecer servicios en línea para seleccionar, programar y pagar pruebas en colaboración con clínicas y laboratorios locales de muchas ciudades a través del sitio web SxCheck (alternativamente, AIM Check). Con el acceso en línea seguro a los resultados de las pruebas, se evitó la falsificación de los resultados de las pruebas en papel, y los trabajadores podían elegir compartir los resultados en privado con otras personas en línea, por correo electrónico o por SMS.

## Violación de la base de datos de pacientes
La base de datos de pacientes de AIM Medical fue la fuente de una filtración masiva de datos en 2011 que contenía información personal confidencial, incluidos los nombres reales de más de 12.000 actores pornográficos y los resultados de sus pruebas de ETS, que se distribuyó a través del sitio web Porn Wikileaks. AIM cerró sus oficinas y se declaró en quiebra en mayo de 2011 como resultado de una demanda de privacidad que cuestionaba el manejo de los registros de pacientes por parte de AIM.